# Aldobrandino II d'Este
Aldobrandino II d'Este, est un condottiere italien membre de la Maison D'Este, marquis de Ferrare, fils d’Obizzo II d'Este et de Jacopina Fieschi.

## Biographie
Il serait descendant du pape Adrien V[réf. souhaitée].
Aldobrandino d'Este devient marquis de Ferrare à la mort de son frère aîné Azzo VIII d'Este, renonçant cependant aux titres de seigneur de Modène et Reggio, titres perdus par son frère en 1306.
Il épouse Alda (Alida) Rangoni (it) (...-1325). Ils ont trois garçons : Nicolo (it) (?-1344), Obizzo (1294-1352), Rinaldo (?-1335) et une fille Alisa (peut être l'aînée).
En 1325, sa fille Alisa d'Este épousa Rinaldo Bonacolsi, seigneur de Mantoue.
Son fils, Obizzo III d'Este, lui succède.

## Note
1. ↑  Giovan Battista Crollalanza, Goffredo di Crollalanza ed Aldo di Crollalanza|Aldo (1879), Annuario della nobiltà italiana, Presso la direzione del Giornale araldico, I, p. 505.

## Sources
- (it) Cet article est partiellement ou en totalité issu de l’article de Wikipédia en italien intitulé « Aldobrandino II d'Este » (voir la liste des auteurs) le 13/10/2012.